# 岡部進
岡部 進（おかべ すすむ、1935年（昭和10年）11月21日 - ）は、日本の数学者。神奈川県小田原市鴨宮出身。

## 概要
1935年（昭和10年）11月21日、神奈川県小田原市鴨宮に生まれる。1954年（昭和29年）神奈川県立小田原高等学校を卒業、一浪した後、1955年（昭和30年）4月、横浜国立大学学芸学部数学科に入学。同大学を1959年（昭和34年）3月に卒業し、同年5月より1994年（平成6年）3月まで、東京都・神奈川県公立高校数学科教諭、教頭を勤める。この間、数学者・小倉金之助の数学教育論を研究し、授業実験を通して、その理論を検証、同時にこの理論を現代へ生かすべく、授業・単元の三段階論及び「日常性の数学」を提唱した。これらの理論と実践は、著書として刊行されている。後に、これらの理論と実践の発展として、現在、「生活数学」を提唱、シリーズ著書を刊行し、今日にきている。数学者・小倉金之助研究では第一人者とみなされている（2010年現在）。

## 略歴
- 1935年（昭和10年）11月21日 神奈川県小田原市に生まれる。
- 1959年（昭和34年）3月 横浜国立大学学芸学部数学科卒業。
- 1959年（昭和34年）5月 - 1994年（平成6年）3月 東京都・神奈川県公立高校数学科教諭、教頭。この間、数学者小倉金之助の数学教育論を研究し、授業実験を通して理論を検証する。同時にこの理論を現代へ生かすべく、授業・単元の三段階論及び「日常性の数学」を提唱する（神奈川県高等学校教科研究会数学部会・部会長、日本数学教育学会全国算数数学教育研究神奈川大会準備実行副委員長・高校代表を務める）。
- 1994年（平成6年）4月 日本大学工学部助教授。後に教授。教職課程、教室の創設に参加。
- 2001年（平成13年）3月 定年退職。引き続いて4月より、同大学同学部非常勤講師、芝浦工業大学工学部非常勤講師。
- 2002年（平成14年）4月 芝浦工業大学工学部特別任用教授。教職課程担当。
- 2006年（平成18年）3月 定年退職。
- 2007年（平成19年）11月より、ヨーコインターナショナル・JCS創作工房専任講師。

数学教育実践研究会会長。

## 主な講演活動ほか
- 2009年（平成21年）2月11日、岡部進の「生活数学シリーズ」出版記念講演会vol.1（主催：ヨーコインターナショナル、於：（東京）代々木オリンピックセンター）
  - 『基調講演演題：「日常素材を数学する」を基にして』
- 2009年（平成21年）4月15日、岡部進の講話（主催：アート&エステート会、於：（東京）Dynamic Kitchen & BAR　響（ひびき）・丸の内店）
  - 『講話演題：なぜいま「生活数学」なのか』
- 2009年（平成21年）5月26日、岡部進の生活数学講演&パネルディスカッション（主催：ヨーコインターナショナル、於：東京・毎日コムネット会議室）
  - 『基調講演演題：福澤諭吉と万国政表…政表とは?～～『「洋算」摂取の時代を見つめる』をもとに』
- 2009年（平成21年）6月6日、岡部進「生活数学シリーズ」出版記念講演会vol.2（主催：ヨーコインターナショナル、於：大阪教育大学・天王寺キャンパス）
  - 『基調講演演題：演繹的議論のすすめ～「ここにも生活数学」を基にして』
- メールマガジンを毎月発行。ホームページ「岡部進の世界」にて公開中。

## 主な著書

### 教育者時代の主な著書
- 「わかる算数と遠山啓 その批判的考察」教育研究社 1981年8月
- 「小倉金之助 その思想」教育研究社 1983年8月
- 「水道方式への疑問」教育研究社 1984年8月
- 「算数・数学教育の発想」教育研究社 1985年9月
- 「算数・数学教育はこれでよいのか」教育研究社 1987年11月
- 「高校生とまどいの数学的体験」教育研究社 1989年3月
- 「日常性の数学にめざめて」教育研究社 1991年4月
- 「日常性の数学」教育研究社 1994年9月
- 「学校数学はいらないか」教育研究社 1996年10月
- 「学校数学のリアリズム」教育研究社 1999年11月
- 「学校数学のよさ」改訂版 マルエフコーポレーション 2005年3月
- 「数学教育と学力問題」改訂版 マルエフコーポレーション 2005年5月
- 「日常が見える学校数学」マルエフコーポレーション 2005年5月

### 生活数学シリーズ
- 『「生活数学」のすすめ』ヨーコ・インターナショナル 2008年4月
- 『日常素材で数学する』ヨーコ・インターナショナル 2008年4月
- 『算数・数学への疑問から』ヨーコ・インターナショナル 2008年4月
- 『「洋算」摂取の時代を見つめる』ヨーコ・インターナショナル 2008年4月
- 『生活幾何へのステップ――形からの出発』ヨーコ・インターナショナル 2008年10月
- 『ここにも生活数学』ヨーコ・インターナショナル 2009年3月

### 主な論文（小倉金之助研究関連から）
- 『小倉金之助の数学教育論の形成-特に大正末期（1926年）まで-』岡部進 日本数学教育会誌 第50巻 第9号（数学教育学論究）より（1968年9月 社団法人 日本数学教育会）
  - （英題）The Formation of Mathematics Teaching Theory By Kinnosuke Ogura --Especielly to the Year of 1926 --Susumu Okabe
- 『小倉金之助の数学教育論の形成-特に『数学教育の根本問題』について-』岡部進 日本数学史学会誌 通巻49号（1971年 日本数学史学会）
- 『小倉金之助の数学論-昭和初期の諸論文から-』岡部進 日本数学史学会誌 通巻50号（1971年 日本数学史学会）
- 『小倉金之助の数学教育論の形成-昭和初期の諸論文から-』岡部進 日本数学史学会誌 通巻51号（1971年 日本数学史学会）
- 『小倉金之助の数学教育論の形成と発展-数学教育の史的研究をめぐって-』岡部進 日本数学教育学会誌 第55巻 第24号（数学教育学論究）より（1973年12月 社団法人 日本数学教育学会）
  - （英題）Kinnosuke Ogura's Formation and Development of the Theory of Mathematics Education --On the problems of studying mathematics education historically -- Susumu Okabe
- 『小倉金之助の数学史研究と数学観の変革』岡部進 小倉金之助と現代-彼の理論をどう生かすか-（小倉金之助生誕百年記念）より（1985年 教育研究社）
- 『小倉金之助と科学的精神』岡部進 小倉金之助と現代-彼の理論をどう生かすか-第2集より（1986年 教育研究社）
- 『小倉金之助と民衆のための数学』岡部進 小倉金之助と現代-彼の理論をどう生かすか-第3集より（1987年 教育研究社）
- 『小倉金之助と“Statistics”-『統計的研究法』成立前史』岡部進 小倉金之助と現代-彼の理論をどう生かすか-第4集より（1988年 教育研究社）
- 『小倉金之助と計算図表学（ノモグラフィー）』岡部進 小倉金之助と現代-彼の理論をどう生かすか-第5集より（1993年 教育研究社）

他多数